# 投球手 (木球)
板球运动中的投球手（bowler）通常是指擅长于投球的球员，类似于棒球中的投手。击球同样出色的投球手被称为投球型全能选手（bowling all-rounder）, 因為 all rounder 原指投球同樣出色的擊球手，比較鮮有負責投球。
投球手可分为几种类型，针对方球场（pitch）或天气、球的状况，以及对手的弱点，大多数板球队伍拥有不同种投球手。
“快速投球手”（fast bowler）通常是队伍中进攻的主力。他们在投掷每一球之前，需要较长的助跑来满足所需的动量和节奏，随后投出的球速可以高达160千米每小时,最低也超過100千米每小時。
“中速投球手”（medium pace bowler）相比之下投出的球较慢，并且会使用速度之外的一些其他方法。比如使投出的球在空中摇摆，或者伪装投球的速度或落地距离（length）来迷惑击球手。有些中速投球手的手法相当精准，他们可以重复地将球投掷到迫使击球手只能防守而不能得分的位置。
“旋转投球手”（spin bowler）则投得更慢，但给予球很大的旋转使其落地后呈一定角度反弹，迫使击球手谨慎对待每一球。通常来讲旋转投球手会让出大多数得分，但他们都拥有迷惑击球手并使其出局的技巧（如arm ball、googly、flipper、topspinner或doosra等）。旋转投球的重点在于欺骗，而不是速度。